# Prinia fluviatilis
La prinia fluvial (Prinia fluviatilis) es una especie de ave paseriforme de la familia Cisticolidae propia de las riberas y humedales del Sahel.

## Distribución y hábitat
Se encuentra diseminada por los humedales de África occidental y central, desde el noroeste de Senegal hasta el lago Chad, distribuido por Camerún, Chad, Mali, Níger y Senegal.